# باک هاوارد بزرگ
باک هاوارد بزرگ (انگلیسی: The Great Buck Howard) فیلمی در ژانر درام و کمدی با بازی جان مالکوویچ و کالین هنکس است که در سال ۲۰۰۸ منتشر شد.

## بازیگران
- جان مالکوویچ
- کالین هنکس
- امیلی بلانت
- کانن اوبراین
- دیوید بلین
- دبرا مانک
- جرج تاکی
- گریفین دان
- جان استوارت
- کلی ریپا
- مارتا استوارت
- متیو گری گابلر
- ریجیس فیلبین
- ریکی جی
- استیو زان
- توماس آرنلد
- تام هنکس
- والاس لانگهام